# George Colby Mackrow
George Colby Mackrow (ur. 7 marca 1830, zm. 7 lutego 1907) – brytyjski konstruktor okrętowy, wieloletni inżynier stoczni Thames Ironworks.
Jako młody człowiek uczył się różnych zawodów, ok. 1844 rozpoczął naukę jako czeladnik w stoczni Ditchburna i Mare’a; stocznia ta zbudowała (mimo oporów Admiralicji nieprzekonanej do tak nowatorskiego podówczas pędnika) napędzany śrubą jacht dla królowej Wiktorii. Już za młodu zetknął się więc Mackrow z zaawansowaną techniką okrętową i doświadczenia te wykorzystał w późniejszej karierze, gdy sam projektował jachty dla głów koronowanych. W czasie jego siedmioletniego czeladnictwa, młodszy wspólnik, Mare postanowił stworzyć osobne przedsiębiorstwo, które choć zbankrutowało (w 1858), dało początek stoczni Thames Ironworks, produkującej bardzo nowoczesne okręty (jej dziełem była pierwsza w pełni żelazna fregata – „Warrior”).
Po ukończeniu kontraktu czeladnika, Mackrow pracował najpierw u Mare’a, a następnie w Thames Ironworks, osiągając ostatecznie stanowisko szefa wydziału projektowania; naczelnym inżynierem (naval architect) został w 1862. Pracował w tych stoczniach czterdzieści lat, projektując i nadzorując budowę wielu jednostek, dla floty brytyjskiej, chińskiej i japońskiej (do jego śmierci Thames Ironworks zwodowała 110 jednostek), od holowników i niedużych parowców przybrzeżnych do okrętów wojennych. Jednym z nich był pierwszy japoński pancernik, eponimiczna jednostka typu Fuji.
W 1861 przystąpił do Institution of Naval Architect, a trzy lata później został pełnoprawnym członkiem tej instytucji (tuż przed śmiercią został wybrany członkiem zarządu). Pod koniec życia, na zlecenie Admiralicji, zajmował się usprawnianiem systemu bunkrowania okrętów i otrzymał patent na system Mackrowa-Camerona. Był sekretarzem komitetu udzielającego pomocy finansowej krewnym ofiar wypadku przy wodowaniu pancernika „Albion”, i w dużej mierze zorganizował jego pracę (sam wpłacił 25 funtów). Jego syn, Clement Mackrow, także inżynier okrętowy, został naczelnym konstruktorem Thames Ironworks po śmierci ojca; był też autorem piętnastokrotnie wznawianego podręcznika The Naval Architect’s and Shipbuilder’s Pocket Book (Kieszonkowego podręcznika projektanta i budowniczego okrętów).